# إسقاط روبنسون

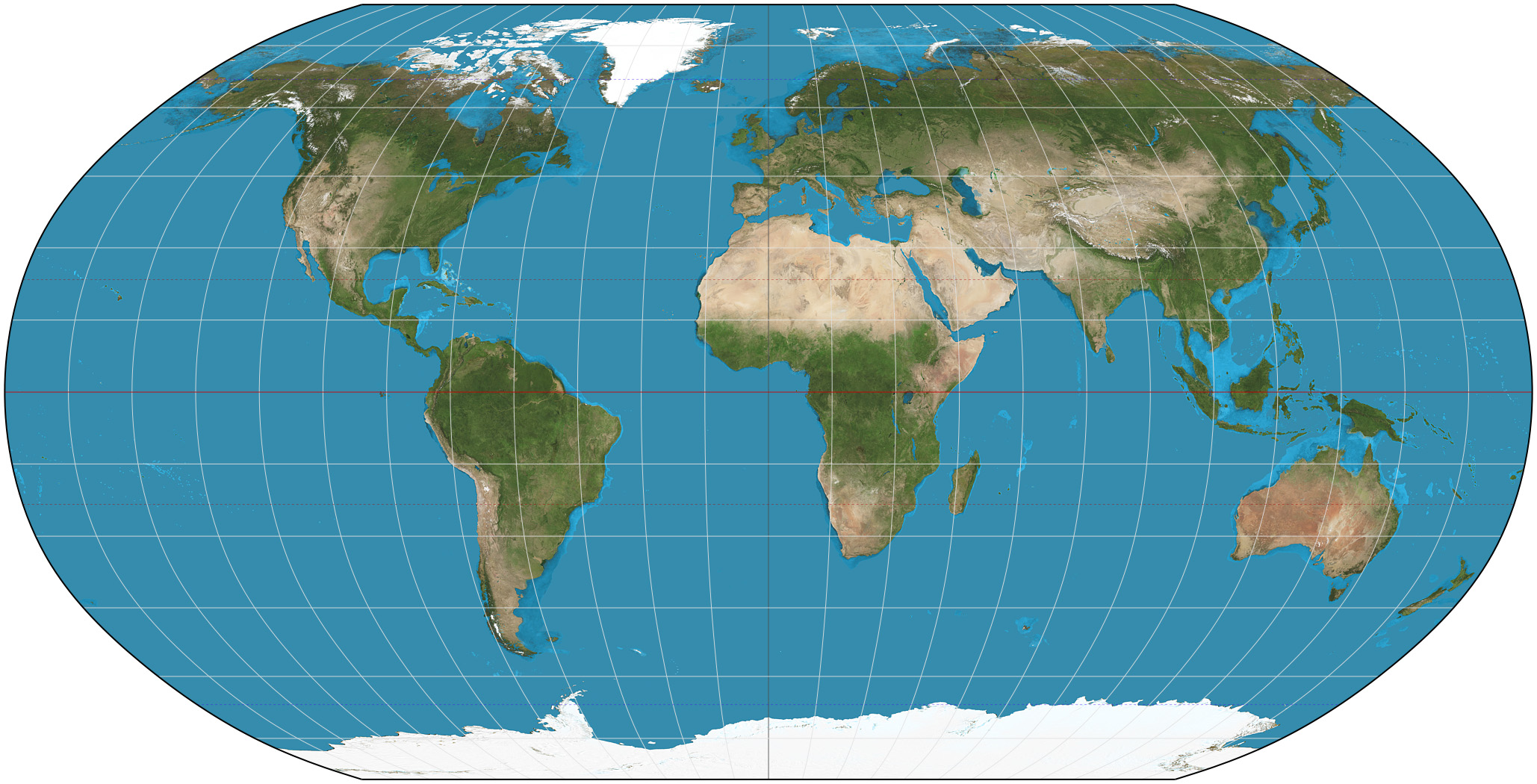
إسقاط روبنسون للعالم

إسقاط روبنسون مع مؤشر تيسو للتشوه

خريطة للعالم أنشأتها وكالة الاستخبارات المركزية ، مع خطوط عرض 38 درجة شمالاً و 38 درجة جنوباً

إسقاط روبنسون هو إسقاط خريطة لخريطة العالم التي تظهر العالم بأسره مرة واحدة. تم إنشاؤه على وجه التحديد في محاولة لإيجاد حل مناسب لمشكلة عرض الكرة الأرضية بأكملها بسهولة كصورة مسطحة.
تم تصميم إسقاط روبنسون بواسطة آرثر إتش روبنسون في عام 1963 استجابةً لنداء من شركة راند مكنالي [الإنجليزية]، التي استخدمت الإسقاط في خرائط العالم للأغراض العامة منذ ذلك الوقت. نشر روبنسون تفاصيل بناء الإسقاط في عام 1974. بدأت الجمعية الجغرافية الوطنية (NGS) في استخدام إسقاط روبنسون لخرائط العالم ذات الأغراض العامة في عام 1988، لتحل محل إسقاط فان دير جرينتن. في عام 1998 تخلت الجمعية الجغرافية الوطنية عن إسقاط روبنسون لهذا الاستخدام لصالح إسقاط وينكل الثلاثي، حيث أن الأخير «يقلل من تشويه كتل الأرض عند اقترابها من القطبين». 

## نقاط القوة والضعف
إن إسقاط روبنسون ليس متساوي المساحات ولا تشكيليا، ويتخلى عن كليهما من أجل حل وسط. شعر منشئه أن هذا أنتج رؤية شاملة أفضل مما يمكن تحقيقه بالالتزام بأي منهما. تنحني خطوط الطول برفق، متجنبة الاطراف، ولكنها تمد القطبين إلى خطوط طويلة بدلاً من تركهما كنقاط. 
ومن ثم، يكون التشوه بالقرب من القطبين شديدًا، ولكنه ينخفض بسرعة إلى مستويات معتدلة بالابتعاد عنهما. تشير خطوط العرض المستقيمة إلى حدوث تشوه زاوي شديد عند الخطوط العالية باتجاه الحواف الخارجية للخريطة - وهو خطأ متأصل في أي إسقاط شبه أسطواني. ومع ذلك، عندما تم تطويره، حقق الاسقاط بشكل فعال هدف راند مكنالي بإنتاج صورة جذابة للعالم بأسره. 

## صياغة
يتم تحديد الإسقاط من خلال الجدول:   
| خط العرض | X      | Y      |
| -------- | ------ | ------ |
| 0 درجة   | 1.0000 | 0.0000 |
| 5 درجات  | 0.9986 | 0.0620 |
| 10 درجة  | 0.9954 | 0.1240 |
| 15 درجة  | 0.9900 | 0.1860 |
| 20 درجة  | 0.9822 | 0.2480 |
| 25 درجة  | 0.9730 | 0.3100 |
| 30 درجة  | 0.9600 | 0.3720 |
| 35 درجة  | 0.9427 | 0.4340 |
| 40 درجة  | 0.9216 | 0.4958 |
| 45 درجة  | 0.8962 | 0.5571 |
| 50 درجة  | 0.8679 | 0.6176 |
| 55 درجة  | 0.8350 | 0.6769 |
| 60 درجة  | 0.7986 | 0.7346 |
| 65 درجة  | 0.7597 | 0.7903 |
| 70 درجة  | 0.7186 | 0.8435 |
| 75 درجة  | 0.6732 | 0.8936 |
| 80 درجة  | 0.6213 | 0.9394 |
| 85 درجة  | 0.5722 | 0.9761 |
| 90 درجة  | 0.5322 | 1.0000 |

الجدول مفهرس بخط العرض على فواصل زمنية مقدارها 5 درجات؛ يتم حساب القيم الوسيطة باستخدام الاستيفاء. لم يحدد روبنسون أي طريقة استيفاء معينة، ولكن آخرين استخدموا إما استيفاء ايتكين (Aitken) (مع متعددات الحدود بدرجات غير معروفة) أو منحنيات تكعيبية أثناء تحليل تشوه المنطقة على إسقاط روبنسون. العمود X هو نسبة طول خط العرض إلى طول خط الاستواء؛ يمكن ضرب العمود Y في 0.2536  للحصول على نسبة المسافة بين خط العرض وخط الاستواء إلى طول خط الاستواء.  
يتم حساب إحداثيات النقاط على الخريطة على النحو التالي:  {\displaystyle {\begin{aligned}x&=0.8487\,RX(\lambda -\lambda _{0}),\\y&=1.3523\,RY,\end{aligned}}}حيث R هو نصف قطر الكرة الأرضية بمقياس الخريطة، وهو خط طول النقطة المراد رسمها ، و λ0 هو خط الزوال المركزي المختار للخريطة (يتم التعبير عن كل من λ0 و λ0 بالراديان).
النتائج البسيطة لهذه الصيغ هي:
- مع حساب x كمضاعف ثابت لخط الزوال عبر خط العرض بأكمله، تتباعد خطوط الطول بشكل متساوٍ على طول الخط المتوازي.
- مع عدم اعتماد y على خط الطول، فإن خطوط العرض هي خطوط أفقية مستقيمة.

## التطبيقات
يستخدم كتاب الحقائق العالمي لوكالة الاستخبارات المركزية إسقاط روبنسون في خرائط العالم السياسية والمادية.
يوصي المركز الأوروبي للوقاية من الأمراض ومكافحتها باستخدام إسقاط روبنسون لرسم خرائط للعالم بأسره.

## للتعمق أكثر
- آرثر هـ.روبنسون (1974). «إسقاط خريطة جديدة: تطورها وخصائصها». في: الكتاب السنوي الدولي لرسم الخرائط . المجلد 14، 1974، ص. 145-155.
- جون ب.جارفر جونيور (1988). «منظور جديد حول العالم». في: ناشيونال جيوغرافيك ، ديسمبر 1988، ص. 911-913.
- جون ب.سنايدر (1993). تسطيح الأرض - 2000 عام من إسقاطات الخرائط ، مطبعة جامعة شيكاغو. ص. 214 - 216.

## روابط خارجية
- جدول أمثلة وخصائص جميع الإسقاطات الشائعة ، من موقع rootcartography.net
- التقييم العددي لإسقاط روبنسون ، من رسم الخرائط وعلوم المعلومات الجغرافية، أبريل 2004 بواسطة Cengizhan Ipbuker